# جک گریفو
جک گریفو (انگلیسی: Jack Griffo؛ زادهٔ ۱۱ دسامبر ۱۹۹۶) هنرپیشه و خواننده اهل ایالات متحده آمریکا است.
وی بازیگر فیلم‌هایی همچون ماروین ماروین، جسی، ان‌سی‌آی‌اس: لس آنجلس و خانه لاود بوده‌است.